# Stephan Auer
Stephan Auer (Vienna, 11 gennaio 1991) è un calciatore austriaco, difensore del Marchfeld Donauauen.